# Basist
Basist je osoba, koji svira instrument kontrabas, bas-gitaru ili fretless bas-gitaru. U heavy metal glazbi, basisti su često malo cijenjeni, zbog najčešće tihog ili slabog zvuka bas-gitare u pjesmama. Najbolji primjer, gotovo pa nečujne bas-gitare u heavy metalu je četvrti album američkog sastava Metallica - ...And Justice for All iz 1988. godine.

## Neki od poznatijih basista
- Geezer Butler (Black Sabbath)
- Cliff Burton (Metallica)
- Jason Newsted (Metallica)
- Robert Trujillo (Metallica)
- Steve Harris (Iron Maiden)
- Bill Wyman (Rolling Stones)
- Ian Hill (Judas Priest)
- Frank Bello (Anthrax)
- Tom Araya (Slayer)

## Vanjske poveznice
|  | Zajednički poslužitelj ima još gradiva o temi basisti s glazbalima |